# Salină

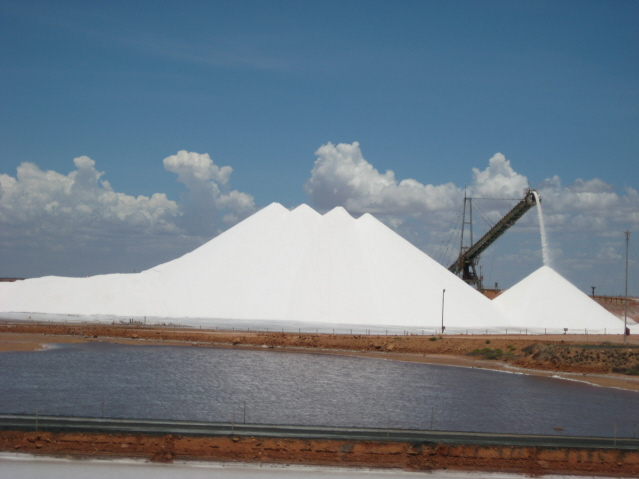
Salină în Australia.

O salină este o exploatare minieră în care se extrage sare.

## Salinoterapia
Salinoterapia este un procedeu de terapie, care nu implica administrarea de medicamente sau suplimente alimentare. Salinoterapia reprezintă, pe de o parte, inhalarea pe căile respiratorii a aerosolilor salini ( haloterapie uscată ) , iar pe de alta parte, absorbtia aerosolilor salini prin intermediul pielii. ( haloterapie umedă ).
,,Efectele benefice ale peșterilor de sare, primele saline naturale, au fost descoperite și confirmate de-a lungul timpului. Istoria consemnează că refugiații adăpostiți în peșteri de sare în timpul invaziilor europene din Evul Mediu s-au dovedit a fi mult mai rezistenți la frig și au supraviețuit în număr mai mare decât cei care nu au beneficiat de speloterapie’’   -Prof.Dr T.Mihaescu, Medica Academica . Practicată în saline naturale, speleoterapia (grec. speleos = pestera) a fost descrisă ca aplicație medicală încă din 1843 și se utilizează și în prezent; metoda terapeutica se bazează pe efectele benefice ale aerosolilor uscați de sare, precum și pe regimul propice din punct de vedere al temperaturii, încărcăturii microbiene reduse și lipsa alergenilor din acest mediu.
În prezent, în majoritatea orașelor din țară au fost construite halocamere cu microparticule de sare pentru tratamentul diferitelor afecțiuni respiratorii, astfel încât nu mai este necesară efectuarea călătoriilor lungi până la salinele naturale din țară. De asemenea, au fost elaborate numeroase tipuri de dispozitive medicale- inhalatorii cu eliberarea aerosolilor salini pentru tratamentul afecțiunilor respiratorii.

## Efecte asupra sănătății
Afecțiunile respiratorii care pot fi tratate prin intermediul aerosolilor salini sunt reprezentate de:
- rinită
- sinuzită
- bronșită
- astm bronșic
- faringită
- alergii respiratorii
- pneumonie bronhopneumopatie cronică obstructivă (BPOC).

Specialiștii din domeniul medical au descris numeroase beneficii ale haloterapiei, precum:
- -efect bacteriostatic, mucolitic și antiinflamator
- -efect de hiposensibilizare locală
- -ameliorarea diferitelor afecțiuni ale aparatului respirator
- creșterea sistemului imunitar
- -oxigenarea plămânilor
- -îmbunătățirea respirației
- -combaterea insomniilor
- -mecanism de acțiune antistres prin inducerea unei stări de relaxare și combaterea stresului
- -îmbunătățirea stării de sănătate
- -favorizarea expectorației prin creșterea cantității de spută și a secrețiilor la nivelul tractului respirator; creșterea productivității tusei
- -îmbunătățirea calității somnului
- -ameliorarea și chiar combaterea sforăitului